# Eriocephalus africanus
Romarin sauvage d'Afrique
Espèce
L'Eriocephalus africanus (ou « romarin sauvage d'Afrique ») est une espèce de plante à fleurs originaire d'Afrique du Sud. Il est présent en quantité dans l'ouest et l'est de la région floristique du Cap et au Namaqualand. La plante a plusieurs noms vulgaires dans diverses langues :  Cape Snow Bush (« broussaille neigeuse du Cap »), Kapokbossie (qui veut dire  la même chose en afrikaans), Wild rosemary (« romarin sauvage »), African rosemary (« romarin d'Afrique »)… L'apparence de son feuillage, bien que plus lisse et plus mat, le fait ressembler superficiellement au romarin de Méditerranée, quoique les deux n'aient rien en commun.

## Description
Ce sont des arbustes broussailleux. La plante est odorante, avec un feuillage légèrement feutré qui lui donne un aspect argenté mat. Les inflorescences forment de petites têtes brunes et jaune pâle, groupées en corymbes ; chaque tête porte quelques fleurs bisexuées avec des ovaires avortés et des pétales blancs neigeux qui couvrent pratiquement tout le buisson. Les disques floraux entourent généralement de quatre à huit fleurs femelles au centre.

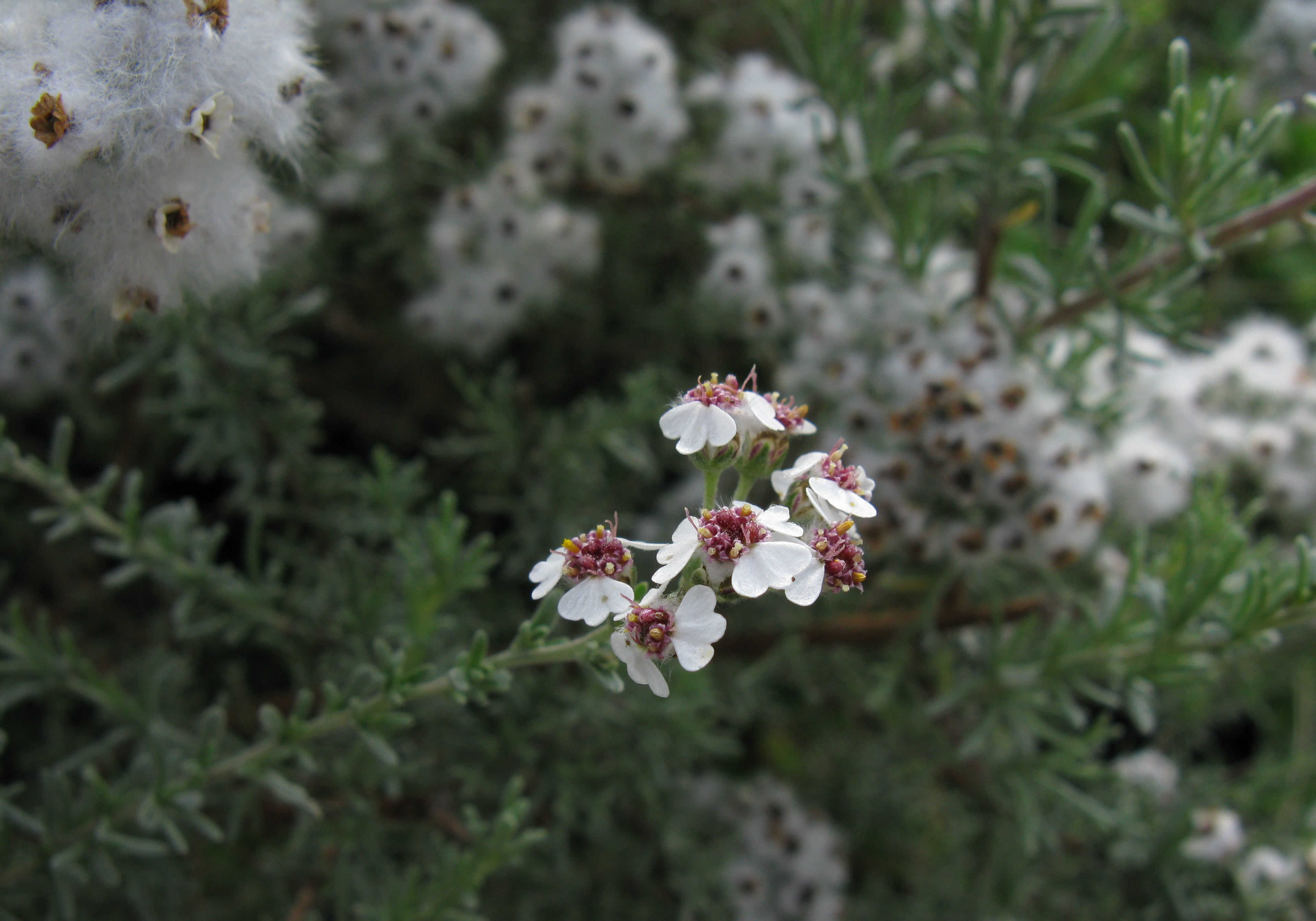
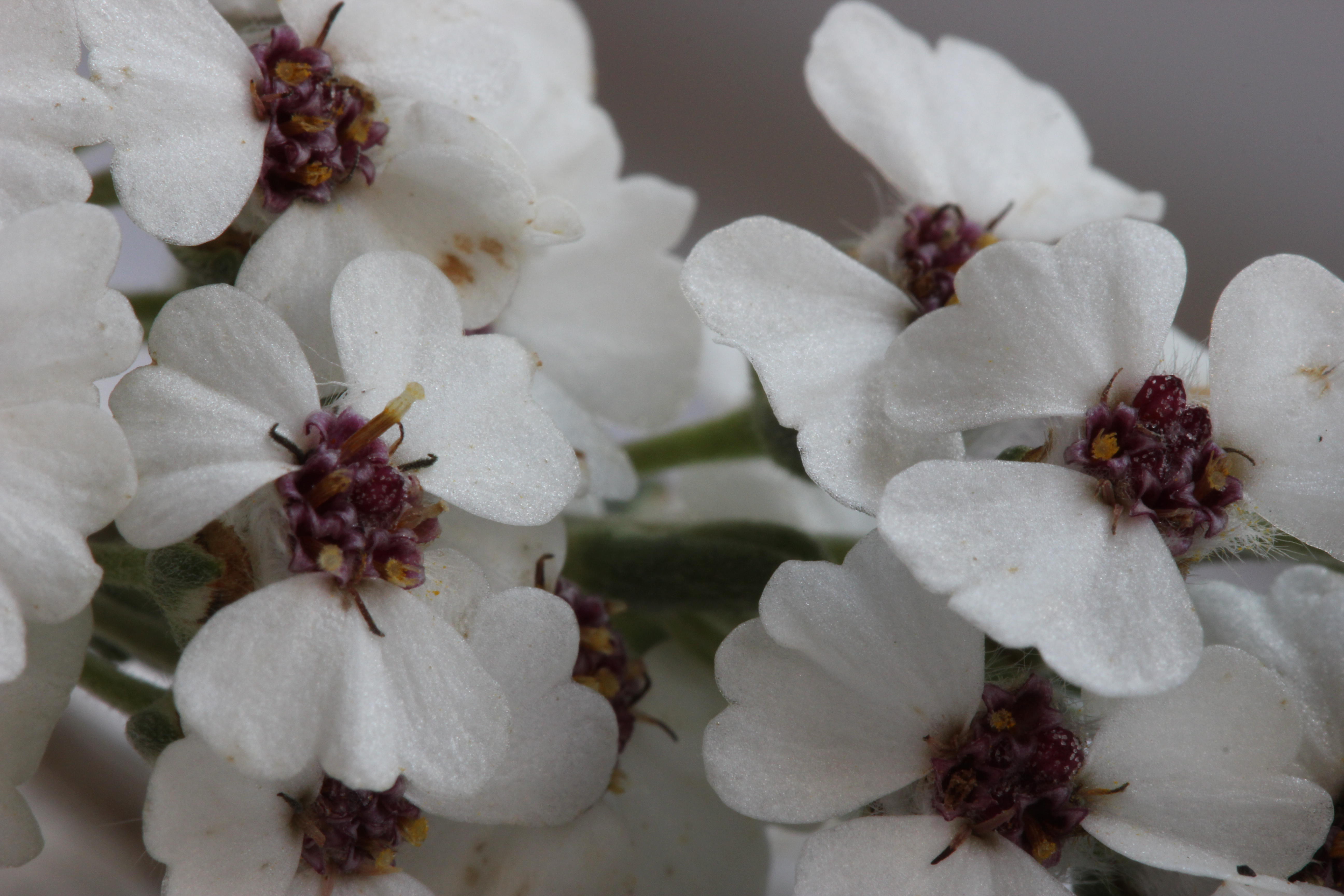
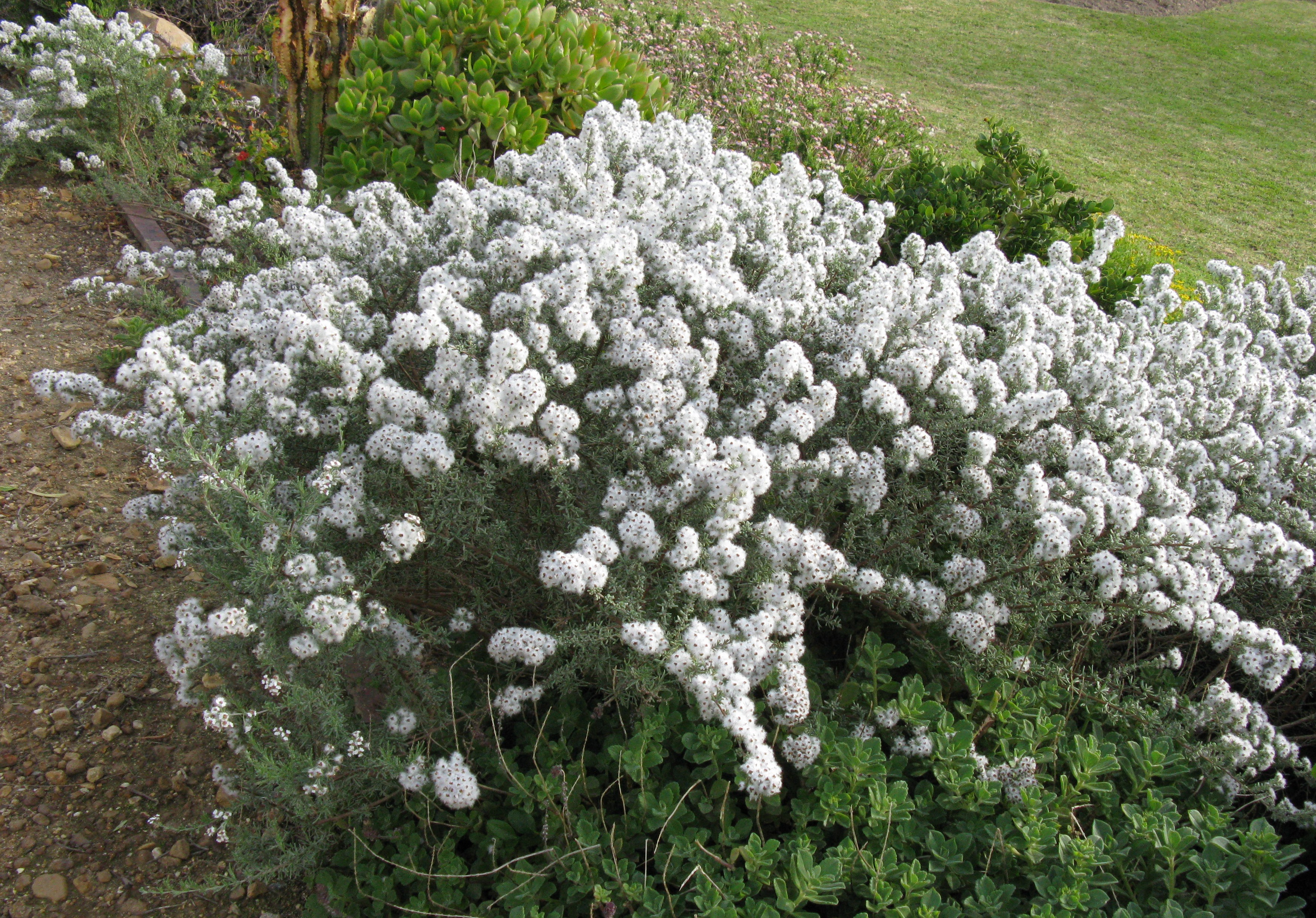

## Biologie et utilisation par l'homme
Elle est écologiquement importante pour beaucoup d'insectes en tant que source de nectar et de pollen et, dans une moindre mesure, pour les troupeaux et les antilopes. L'huile essentielle obtenue à partir de E. africanus est utilisée comme ingrédient en parfumerie et pour des produits médicinaux dans les usages traditionnels ; elle est aussi utilisée pour la cuisine.

### Huile essentielle
L'huile essentielle d'E. africanus est obtenue par distillation à la vapeur ; elle contient les principaux composés aromatiques suivants :
- acétate de linalyle 18.0 %
- 1,8-eucalyptol 4.3 %
- para-cymène 3.5 %
- camphène 2.8 %
- linalol 2.5 %
- camphre 2.4 %
- sabinène 2.3 %
- α-copaène 1.8 %
- limonène 1.1 %
- geranyl acetate 0.9%
- terpinène-4-ol 0.9 %
- α-pinène 0.8 %
- valencène 0.8 %
- β-pinène 0.7 %
- α-terpinéol 0.6 %
- β-caryophyllène 0.5%
- myrcène 0.2 %

## Variétés
Selon Catalogue of Life (13 octobre 2017) et The Plant List (13 octobre 2017) il existe une variété de cette plante :
- Eriocephalus africanus var. paniculatus (Cass.) M.A.N.Müll., P.P.J.Herman & Kolberg